# Andrej Makarevič
Andrej Vadimovič Makarevič (rusky Андре́й Вади́мович Макаре́вич; * 11. prosince 1953, Moskva, Ruská SFSR, Sovětský svaz) je ruský rockový hudebník a zakladatel nejstarší ruské stále aktivní rockové skupiny Mašina Vremeni (Stroj času).

## Život a hudební kariéra
Makarevič se narodil v Moskvě rodičům se smíšeným dědictvím běloruského, polsko-saského, řeckého a židovského původu. Vystudoval Moskevský institut architektury jako grafik.
Narodil se matce židovského původu, mikrobioložce a specialistce na tuberkulózu Nině Markovně Makarevičové (rozené Šmujlovičové, 1926–1989) a otci běloruského původu, významnému architektovi a učiteli Moskevského institutu architektury Vadimu Grigorjeviči Makarevičovi (1924–1996).
V dětství žil Makarevič v bytě ve dvoupatrovém domě na Volkonce (tento dům kdysi patřil knížatům Volkonským), naproti Muzeu výtvarných umění A.S. Puškina a snil o tom, že se stane potápěčem, herpetologem, paleontologem, zoologem. Poté se přestěhovali do Komsomolského prospektu, kde se narodila Andrejova sestra, která je o 9 let mladší než on.
V letech 1960 až 1970 studoval na 19. moskevské škole (zaměřené na studium angličtiny). Od útlého dětství hrál na klavír, nastoupil do hudební školy, ale proti vůli rodičů ji opustil. Ve věku 12 let začal Makarevič hrát na kytaru jako samouk. Měl rád hudbu Bulata Okudžavy a Vladimira Vysockého a skládal vlastní básně.
Po absolvování školy v roce 1971 nastoupil na Moskevský institut architektury, odkud byl v roce 1974 vyloučen (oficiálně "za předčasné opuštění práce na sklizni zeleniny", ve skutečnosti za porušení zákazu jednoho ze stranických úřadů, kvůli neschváleným hodinám rockové hudby), načež získal místo architekta na Giproteatr („Státní ústav pro projektování divadel a zábavních zařízení“), kde pracoval do roku 1979. Vytvořil několik architektonických projektů, z nichž jeden je cirkus.

V mládí byl Makarevič velkým fanouškem anglické rockové skupiny The Beatles.
"Měl jsem pocit, že jsem celý svůj předchozí život nosil vatu v uších, a pak mi ji najednou vyndali. Fyzicky jsem cítil, že se ve mně něco zmítá, hýbe, nenávratně mění. Dny Beatles začaly. Poslouchal jsem Brouky od rána do večera. Ráno, před školou, pak hned po a až do zhasnutí světla. V neděli Beatles jsem je poslouchal celý den. Někdy mě rodiče vykopli na balkón i s magnetofonem, a pak jsem zvuk pustil naplno, aby Beatles poslouchali také všichni kolem." Všechno je tak prosté. Povídky («Всё очень просто. Рассказики»)
V osmé třídě založil soubor „The Kids“, který hrál coververze zahraničních písní. První oficiální vystoupení souboru se uskutečnilo v roce 1968.
V roce 1969 založil s Alexandrem Ivanovem, Pavlem Rubinem, Igorem Mazajevem a Jurijem Borzovem skupinu Mašina Vremeni inspirovanou převážně tehdejším západním rockem a blues (brzy se k nim připojil Borzovův přítel z dětství Sergej Kavagoe). Je zpěvákem a kytaristou kapely. Zatímco jejich hudbu píší všichni členové, Makarevič je výhradním autorem textů kapely. Mašina Vremeni měla velký vliv na vývoj rockové hudby v SSSR.
Makarevič také vydal osm sólových alb, vystupoval v televizních pořadech a pomáhal dalším skupinám a umělcům. Sólově vystupoval především od roku 1982 do poloviny 90. let 20. století a po delší pauze se k tomuto formátu vrátil v roce 2010. Je autorem několika básnických sbírek a dvou svazků pamětí. Zajímá se také o malbu. Doprovázel Michaila Gorbačova na jeho sólovém albu v roce 2009.
V roce 1997 podnikl společně s Jurijem Senkevičem, Thorem Heyerdahlem, Stasem Naminem, Leonidem Jakubovičem, Leonidem Jarmolnikem a Markem Garberem cestu kolem světa přes Velikonoční ostrov. Během cesty byly natočeny 3 filmy: Senkevič natočil film pro Klub cestovatelů, Makarevič pro svůj program a Namin pro National Geographic.

## Politické postoje

### 1991–2011
Makarevič se obvykle distancuje od politického dění a jen zřídka se účastní politicky významných událostí, nicméně v letech 1991 až 2011 důsledně podporoval ruskou vládu: nejprve Borise Jelcina, poté Vladimira Putina a Dmitrije Medveděva. V dubnu 1993, během politické krize v Rusku, podpořil prezidenta Jelcina v konfrontaci s Nejvyšší radou, když se zúčastnil prezidentské kampaně „Ano-ano-ne-ano“, načasované na stejnou dobu s referendem 25. dubna 1993, a prezidenta znovu podpořil i v roce 1996.
Po nástupu Vladimira Putina k moci se Makarevič opakovaně vyjadřoval obecně pozitivně o činnosti prezidenta, ačkoli se nehlásil k žádným oficiálním organizacím a skupinám blízkým úřadům a prezidentovi. Zdůrazňoval, že nevidí důstojnou alternativu k současné vládě. Podle jeho názoru za mnohé negativní stránky života v Rusku není odpovědná vláda, ale společnost, která si příliš pevně osvojila mnohé stereotypy sovětského období.
Později se Makarevič s kapelou zúčastnil koncertu na počest výsledku ruských prezidentských voleb v roce 2008, což vyvolalo vlnu negativních recenzí. Makarevič tehdy i později nejednou řekl, že se za tento projev nestydí a zcela vědomě podporuje nástup Dmitrije Medveděva, pro kterého sám hlasoval a do něhož vkládal určité naděje.
Nicméně píseň „The Holiday Begins Now“ otevírající nové album kapely Mašina Vremeni (2009), jejíž text obsahuje větu „Byli jste znovu podvedeni těmi, kteří vás vedou“, naznačoval nové nazírání na politickou situaci v Rusku.

V roce 2018 se zpětně k té době vyjádřil takto:
"O Dmitriji Medveděvovi si můžete myslet, co chcete. Musíme si jen pamatovat, že za jeho prezidentování jsme neměli ani zákon Dimy Jakovleva, ani zákony Jarovajové, ani válku na Ukrajině a v Sýrii, ani sestřelený Boeing, ani sankce a konfrontaci s celým světem, ani dopingový skandál, ani šílenství propagandy a nátlakové nenávisti, ani vraždu Němcova… Žili jsme v úplně jiné zemi."
V roce 2010 byl nominován do představenstva nejsledovanější ruské stanice První kanál (Пе́рвый кана́л). Byl také členem prezidentské rady pro kulturu a umění.
V prosinci 2010 Makarevič byl jedním ze signatářů dopisu ruskému prezidentovi Dmitriji Medveděvovi, který požadoval spravedlivý proces v případu Michaila Chodorkovského. V odpovědi na otázku novinářů Makarevič řekl, že podle jeho názoru je případ Chodorkovskij „vleklou ostudou Ruska“ a měl by být přezkoumán spravedlivým soudem.
Dne 14. května 2011, v den oslav „1000 dní před hrami“, se stal velvyslancem kulturní olympiády „Soči 2014“.

### 2011—2014
Od počátku druhé dekády 21. století se Makarevičův obecně kladný vztah k ruské vládě změnil na kritický. V posledních písních Makareviče je vidět nespokojenost s veřejným životem („Odleť“, „Zpívej“, „Odpusť mi“, „Rozesměj mě, Petrosjane“, „Putin přichází do Cholujeva“ /smyšlená vesnice/) a náboženské zklamání ( „Plný kontakt“, „Nebe mi připomíná“, „Svět opuštěný Bohem“). V rozhovorech uváděl, že byl naivní a věřil, že Medveděv přinese zemi demokracii, ale mýlil se a vyjádřil se ve smyslu, že "jsme byli obráni o poslední práva volby".
V roce 2012 byl v týmu prezidentského kandidáta Michaila Prochorova. V létě se zúčastnil opozičního průvodu spisovatelů a v srpnu napsal otevřený dopis Vladimiru Putinovi, v němž si stěžoval na strmý nárůst korupce a úpadek soudní moci, která se stala "strojem na trestání závadných lidí". Vladimir Putin zveřejnil odpověď hned následující den, kdy uznal nešvary, ale obvinil z nich podnikatele, kterým prý měl být dopis adresován. Po zatčení členek skupiny Pussy Riot podepsal výzvu proti jejich odsouzení. Byl vyloučen z rady pro kulturu a umění. Publikoval článek s názvem "Zkusme to i pod Putinem", v němž vyzval Rusy, aby se snažili zlepšit životní podmínky v rozsahu, na jaký mají sami vliv, protože celospolečenské problémy s výměnou prezidenta nezmizí.

### 2014 – současnost

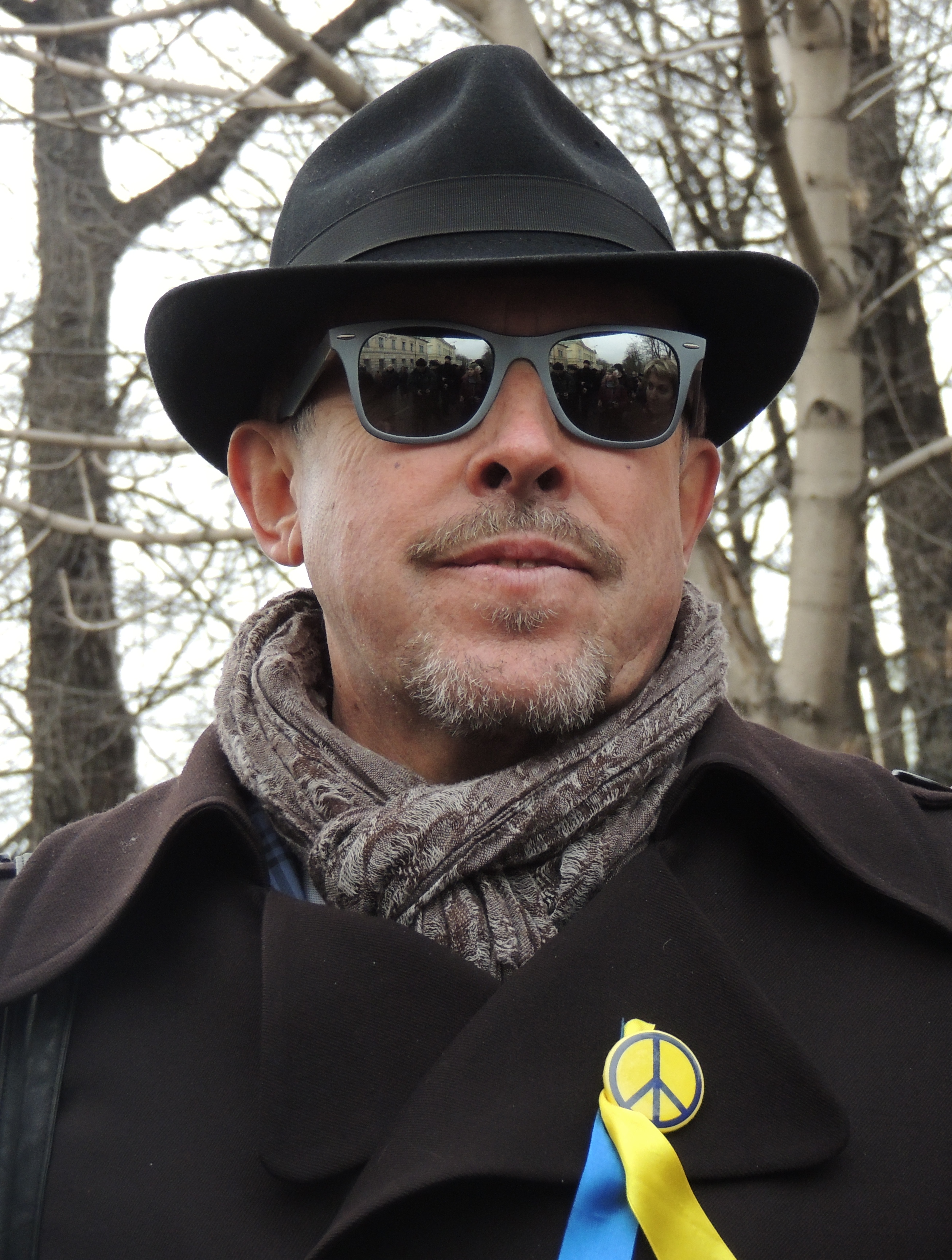
Pochod míru, Moskva, březen 2014

V únoru 2014 jako jeden z prvních vystoupil proti možnému vstupu ruských vojsk na území Ukrajiny během krymských událostí. V březnu téhož roku se zúčastnil Pochodu míru, proruské aktivisty na Donbasu vyzval, aby emigrovali do Ruska, a podepsal výzvu ruských kulturních osobností proti politice ruského prezidenta vůči Ukrajině. Během Pochodu míru byl podle vlastního příspěvku na facebooku pro svou žlutomodrou stuhu na klopě nazván "banderovcem a hajzlem". Později byl publikován billboard s portréty osobností, které plakát označoval za pátou kolonu (Andrej Makarevič, Jurij Ševčuk, Alexej Navalnyj, Boris Němcov a Ilja Ponomarjov).
Makarevič vystupoval pro ukrajinské vnitřně vysídlené osoby během války na Donbasu v ukrajinském městě Svjatohirsk v srpnu 2014. Poslanec Státní dumy Fjodorov slíbil, že zbaví Makareviče všech ruských státních vyznamenání, a jeho vystoupení ve Svyatogorsku označil za „kolaboraci s fašisty“. Později téhož měsíce ruský televizní kanál NTV odvysílal dokument s názvem 13 přátel junty, ve kterém byl Makarevič popsán jako „zrádce“ a podporovatel fašistů. Moskevskije novosti uvedly, že záběry z jeho koncertu „byly sloučeny s obrazy bojů, které údajně podporoval. V programu se nikdy nezmiňuje, že koncert byl ve prospěch vnitřně vysídlených dětí Ukrajiny.“ Bylo zrušeno několik jeho koncertů v ruských metropolích včetně Petrohradu, Novosibirsku či Samary. Když se obrátil na prezidenta, aby se tato šikana zastavila, prezidentův mluvčí Peskov odpověděl, že spíše než o šikanu se jedná o reakci veřejného mínění, na které nemá prezident vliv.
V roce 2015 nahrál první svou píseň v běloruštině (byla to píseň Sníh, kterou v ruštině nazpíval v 70. letech 20. století) a poskytl rozhovor běloruským novinám, v němž mj. mluvil o vztahu k přírodě: „Je v tom samozřejmě rozdíl... Vy máte evropský přístup, my ho máme zkažený nomády. Nomádi jsou zvyklí na přírodu kašlat, protože neposedí: zítra jdou dál. O čistotu dbát nemusí. Tuším, že si to Rusové osvojili za dob tatarského jha“.
V červenci 2015 Makarevič společně s ukrajinskou folk rockovou kapelou Hajdamaky (Гайдамаки) a polským zpěvákem Maciejem Maleńczukem představili novou píseň Jenom láska Tě zachová při životě (Тільки любов залишить тебе живим). Text písně je napsán ve třech jazycích – ruštině, ukrajinštině a polštině.
V následujících letech byly opět rušeny jeho koncerty a na demonstracích na podporu Vladimira Putina bylo jeho jméno na seznamu zrádců. V tisku se k tomu Makarevič vyjádřil ve smyslu, že na rozkol v ruské společnosti neexistuje recept, pokud neexistuje možnost dialogu, a později ostřeji, že ruská propaganda otevřela "snad už 25. kampaň, která skutečně mění lidi ve zlé pitomce". Kriticky se vyjádřil k pomníku Michaila Kalašnikova v Moskvě. V roce 2019 také prohlásil, že 80 procent světové populace jsou idioti a že lidé v Rusku jsou snadno ovlivnitelní, nevzdělaní a agresivní, a že je nelze zachránit.
Vyjádřil nesouhlas s rozhodnutím Vladimira Putina vydávat lidem v Doněcké a Luhanské lidové republice ruské pasy. Zpěvačka Julije Čičerinovová na to reagovala, že „Makarevič je nejchytřejším představitelem konzumní společnosti, hejsek s nafoukaným egem, od dětství opilý slávou a sladkostí života. Aby pochopil, proč obyvatelé Donbasu potřebují ruský pas, musí ho odvézt do Dokučajevska, Jasinovataje nebo Kirovska, aby tam mohl pár dní bydlet a říct těmto lidem do očí, proč nechce, aby jim byly vydány pasy“.
Makarevič kritizuje vládnoucí režim v Bělorusku. V září 2020 podepsal dopis na podporu tamějších protestů.
Kritizoval ruskou invazi na Ukrajinu v roce 2022 slovy: „... rozkmotřili jsme se s celým civilizovaným světem...“. V září 2022 byl ruskými úřady označen za „zahraničního agenta“.

## Sólová diskografie
- 1989 – Песни под гитару
- 1991 – У ломбарда
- 1994 – Я рисую тебя
- 1997 – Двадцать лет спустя (Andrej Makarevič a Boris Grebenščikov)
- 1996 – Песни, которые я люблю
- 1996 – Пионерские блатные песни (Alexej Kozlov a Andrej Makarevič)
- 1998 – Женcкий Альбом (Andrej Makarevič a skupina Paporotnik )
- 1999 – Песни из кинофильма "Перекресток"
- 2000 – Время напрокат (Andrej Makarevič a skupina Kvartal )
- 2001 – Лучшее
- 2002 – И Т. Д.
- 2003 – Избранное
- 2003 – Тонкий шрам на любимой попе
- 2004 – От меня к тебе
- 2005 – Песни Геннадия Ни-Ли
- 2005 – Песни Булата Окуджавы
- 2006 – Старая машина
- 2007 – Штандер
- 2008 – Было не с нами
- 2008 – 55
- 2009 – Лучшее
- 2012 – Вино и слёзы

## Televizní projekty a film
- Смак (Gusto) – kuchařský a chatovací program.
- Три окна (Tři okna) – nástupce Šmaka
- Подводный мир с Андреем Макаревичем (Podmořský svět s Andrejem Makarevičem)

Andrej Makarevič měl portrét v kultovním filmu 8 ½ $ z roku 1999 a hrál důležitou hereckou roli ve filmu Eldara Rjazanova z roku 2000 Tiché vody. Složil také hudbu k řadě filmů.

## Výstavy
- 1991 – Персональная выставка. Дворец Молодежи. Москва, Россия.
- 1991—1993 – Персональная выставка. Галерея "Борей". Санкт-Петербург, Россия.
- 1991—1993 – Совместная выставка с А. Белле. Санкт-Петербург, Россия.
- 1991—1993 – Серия передвижных выставок по городам России.
- 1994 – Андрей Макаревич, Андрей Белле. Галерея "Палитра". Санкт-Петербург, Россия.
- 1995 – Персональная выставка. Казерта, Италия.
- 1996 — Выставка Графики, галерея Ольги Хлебниковой, ЦДХ. Москва
- 1996 – Персональная выставка. Рига, Латвия.
- 1998 – "Арт-Манеж'98". ЦВЗ "Манеж". Москва, Россия.
- 1998 – Персональная выставка. "Галерея Аллы Булянской". Москва, Россия.
- 1999 – Арт-салон "ЦДХ'99". Центральный Дом Художника. Москва, Россия.
- 2000 – Консульство России. Лондон, Великобритания.
- 2000 – "Арт-Манеж'2000". ЦВЗ "Манеж". Москва, Россия.
- 2000 – Арт-салон "ЦДХ'2001". Центральный Дом Художника. Москва, Россия.

## Knihy
- Все очень просто ("Všechno je velmi jednoduché")
- Сам овца ("Sám ovcí")
- Стихи и песни ( „Poezie a písně“)
- Андрей Макаревич: песни и стихи ("Andrej Makarevič: písně a poezie")
- 7 городов ("Sedm měst")
- СМАК: встречи на кухне ("SMAK: setkání v kuchyni")
- Что такое дайвинг или акваланги для всех (в соавторстве с Юрием Бельским) {"Co je scuba diving aneb potápění pro každého!" }
- Место где свет ("Místo, kde je světlo")
- Занимательная наркология {"Zábavná studie drogové závislosti"}